# Der getreue Eckart und der Tannhäuser
Der getreue Eckart und der Tannenhäuser ist eine zweiteilige Erzählung des Romantikers Ludwig Tieck. Sie erschien 1799 in Romantische Dichtungen und 1812 im Phantasus.

## Inhalt

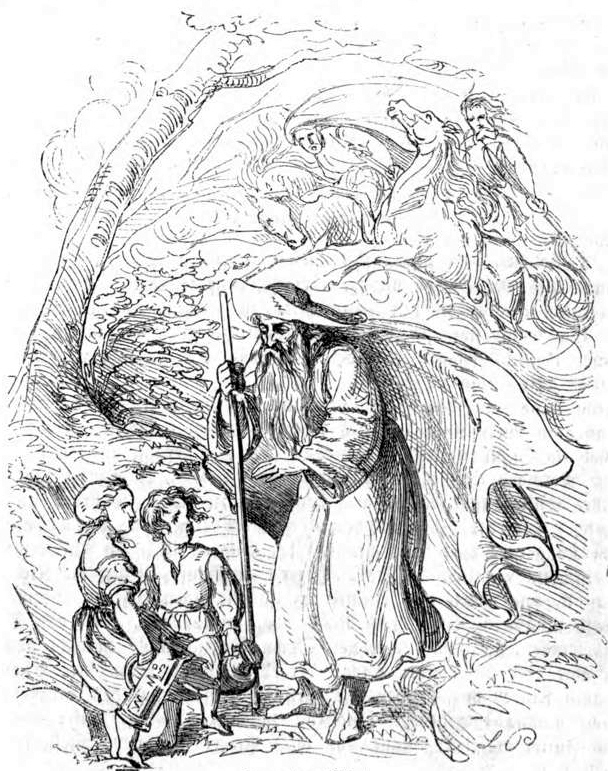
Der getreue Eckart (Illustration von 1863)

In einer Schlacht rettet der getreue Eckart das Leben des Herzogs Burgund und verliert seinen Sohn für ihn. Der Herzog belohnt ihn, misstraut ihm aber später seines hohen Ansehens wegen, das er ihm neidet. Er nimmt seinen zweiten Sohn gefangen und auch den Jüngsten, der zu ihm kam, um ihn umzustimmen. Auf der Suche nach seinen Söhnen begegnet Eckart einem Alten, dessen Kinder von einem teuflischen Spielmann in den Venusberg gelockt wurden. Dann erfährt Eckart, dass seine Söhne tot sind. Er geht zum Herzog, niemand wagt ihn aufzuhalten, doch er verzichtet auf Rache. Eckart sucht im Wald den Tod und bereut seine Großmut. Burgund fürchtet ihn und will ihn töten, wird aber durch ein Unwetter von seinem Gefolge getrennt. Eckart hört seine Hilferufe und trägt ihn zu einem Haus, das Burgunds hinzugekommener Knappe von einer Tanne erspähte. Der sterbende Herzog nennt darum den Knappen Tannenhäuser, schenkt ihm zwei Schlösser und macht Eckart zum Vormund seiner Söhne. Als die Musik sie zum Venusberg lockt, rettet Eckart sie und stirbt dabei.
Über 400 Jahre später leben Tannenhäuser, Sohn des kaiserlichen Rats und sein Freund Friedrich. Tannenhäuser verschwindet plötzlich spurlos. Nach Jahren kehrt er als Pilger mit wildem Blick zu Friedrich zurück. Erst will er nicht sagen, wo er war. Dann erzählt er, wie er zeitlebens unbegreifliches inneres Verlangen spürte und nachts Angstträume um seine Eltern. Er verliebte sich in Emma, Tochter eines Hauses mit schönen Blumen. Als sie einen anderen vorzog, erschlug er ihn, worauf Emma, dann seine Eltern aus Gram starben. Er stieg nachts auf einen Berg und rief den Teufel, der ihn ein Lied lehrte, das ihn zum Venusberg führte. Er kam an Eckart vorbei, der den Eingang bewacht, und schwelgte drinnen in heidnischen Lüsten. Jetzt will er zum Papst um Absolution. Als Friedrich ihm seine lebende Frau Emma vorstellt, glaubt sich Tannenhäuser vom Wahn getäuscht und reist ab. Er kommt eines Nachts, sagt, der Papst könne ihm nicht vergeben, und küsst Friedrich. Emma hat er erstochen. Von dem Kuss muss Friedrich ihm nach zum Berg.

## Sprache und Stil
Die Erzählung beginnt als Heldensage mit fließendem Übergang ins Legenden- und Märchenhafte. Die dramatischen Passagen des ersten Teils sind in Versen erzählt, was unterstreicht, dass er für die Charaktere des zweiten Teils bereits Sage ist.
Tieck unterteilt die Welt in Christentum und das in die Hölle gebannte Heidentum. Ersteres ist durch Blumen, sterbliches Glück, fruchtbare Erde und Licht gekennzeichnet, letzteres durch unterirdisches Mineral, Farben und Töne. Charakterlich besteht der Gegensatz zwischen dem ängstlichen Fürsten, der die eigenen Untugenden auf andere projiziert, und dem Frommen, der seine inneren Gefühle beobachtet, deshalb immer treu bleibt und nur als treu erkannt werden will.

## Motivvergleiche
Der Name des Herzogs Burgund, der aus Feigheit den tapferen Freund verrät, greift offensichtlich die Nibelungensage auf. Mögliches Vorbild: Der Trew Eckart von Jörg Wickram. Der zweite Teil basiert offenbar auf der Tannhäuser-Sage.
Das wahnhafte Verwirrspiel, in dem eine vertraute Person plötzlich die eigene geheime Schuld darstellt, ist schon in Tiecks erster Erzählung Der blonde Eckbert zentral. Die Idee des Venusbergs und den Gegensatz zwischen Mineralien und Pflanzenreich nimmt er in seiner Erzählung Der Runenberg wieder auf.
Zu dem Spielmann vgl. Rattenfänger von Hameln und Grimms Märchen Der wunderliche Spielmann. Das Haus im dunklen Wald, dessen Licht man von weitem sieht, kommt in vielen Märchen vor, z. B. Der gläserne Sarg.